# Locustellidae
I Locustellidi (Locustellidae Bonaparte, 1854) sono una famiglia di uccelli dell'ordine dei Passeriformi.
La maggior parte dei suoi membri è stata classificata in passato nella famiglia Sylviidae. I Locustellidae occupano principalmente i territori dei continenti dell'Eurasia, Africa e Australasia. Si tratta di uccelli di medie dimensioni, generalmente a coda lunga, con piumaggio brunastro o screziato, talvolta con vistose striature, ma generalmente con colori scialbi su tutto il corpo. Sono generalmente più slanciate rispetto ai membri del genere Cettia.
La maggior parte delle specie facenti parti di questa famiglia vive nella boscaglia e di solito caccia piccole prede arrampicandosi tra i rami intricati o inseguendole sul terreno, essendo forse i membri più terrestri dei Sylvioidea. In alcuni tassoni è stata osservata una certa evoluzione verso la perdita della capacità di volare, una tendenza insolita tra i passeriformi.
I loro parenti più stretti non sono i Troglodytes, come si pensava in precedenza, ma i Bernieridiae, un'altra famiglia di recente creazione, e l'angu (Donacobius atricapillus), un discendente americano della stessa stirpe ancestrale.

## Tassonomia
La famiglia comprende i seguenti generi e specie:
- Genere Robsonius
  - Robsonius rabori (Rand, 1960)
  - Robsonius thompsoni Hosner et al, 2013
  - Robsonius sorsogonensis (Rand & Rabor, 1967)
- Genere Helopsaltes Alström et al., 2018
  - Helopsaltes fasciolatus (G.R.Gray, 1861)
  - Helopsaltes amnicola (Stepanyan, 1972)
  - Helopsaltes pryeri (Seebohm, 1884)
  - Helopsaltes certhiola (Pallas, 1811)
  - Helopsaltes ochotensis (Middendorff, 1853)
  - Helopsaltes pleskei (Taczanowski, 1890)
- Genere Locustella
  - Locustella mandelli (Brooks, WE, 1875)
  - Locustella montis (Hartert, 1896)
  - Locustella alishanensis (Rasmussen, Round, Dickinson & Rozendaal, 2000)
  - Locustella kashmirensis (Sushkin, 1925)
  - Locustella thoracica (Blyth, 1845)
  - Locustella davidi (La Touche, 1923)
  - Locustella castanea (Büttikofer, 1893)
  - Locustella caudata (Ogilvie-Grant, 1895)
  - Locustella naevia (Boddaert, 1783)
  - Locustella major (Brooks, WE, 1871)
  - Locustella tacsanowskia Swinhoe, 1871
  - Locustella luteoventris (Hodgson, 1845)
  - Locustella fluviatilis (Wolf, 1810)
  - Locustella luscinioides (Savi, 1824)
  - Locustella lanceolata (Temminck, 1840)
  - Locustella seebohmi (Ogilvie-Grant, 1895)
  - Locustella timorensis (Mayr, 1944)
  - Locustella accentor (Sharpe, 1888)
- Genere Poodytes Cabanis, 1851
  - Poodytes albolimbatus D'Albertis & Salvadori, 1879
  - Poodytes carteri (North, 1900)
  - Poodytes rufescens (Buller, 1869)	†
  - Poodytes punctatus (Quoy & Gaimard, 1832)
  - Poodytes gramineus (Gould, 1845)
- Genere Malia Schlegel, 1880
  - Malia grata Schlegel, 1880
- Genere Cincloramphus Gould, 1838
  - Cincloramphus cruralis Vigors & Horsfield, 1827
  - Cincloramphus rubiginosus	(Sclater, PL, 1881)
  - Cincloramphus grosvenori	(Gilliard, 1960)
  - Cincloramphus bivittatus	(Bonaparte, 1850)
  - Cincloramphus mathewsi Iredale, 1911
  - Cincloramphus macrurus (Salvadori, 1876)
  - Cincloramphus timoriensis (Wallace, 1864)
  - Cincloramphus turipavae (Cain & Galbraith, ICJ, 1955)
  - Cincloramphus whitneyi (Mayr, 1933)
  - Cincloramphus mariae (Verreaux, J, 1869)
  - Cincloramphus rufus (Reichenow, 1891)
  - Cincloramphus llaneae (Hadden, 1983)
- Genere Megalurus
  - Megalurus palustris Horsfield, 1821
- Genere Elaphrornis Legge, 1879
  - Elaphrornis palliseri (Blyth, 1851)
- Genere Schoenicola
  - Schoenicola platyurus (Jerdon, 1841)
  - Schoenicola striatus  (Jerdon, 1841)
- Genere Catriscus Cabanis, 1851
  - Catriscus brevirostris (Sundevall, 1850)
- Genere Bradypterus
  - Bradypterus sylvaticus Sundevall, 1860
  - Bradypterus bangwaensis Delacour, 1943
  - Bradypterus barratti Sharpe, 1876
  - Bradypterus lopezi (Alexander, 1903)
  - Bradypterus cinnamomeus (Rüppell, 1840)
  - Bradypterus seebohmi (Sharpe, 1879)
  - Bradypterus brunneus (Sharpe, 1877)
  - Bradypterus grandis Ogilvie-Grant, 1917
  - Bradypterus baboecala (Vieillot, 1817)
  - Bradypterus carpalis Chapin, 1916
  - Bradypterus graueri Neumann, 1908
  - Bradypterus centralis Neumann, 1908